# Florian Munteanu
Florian Munteanu (Munique, 13 de outubro de 1990), também conhecido como "Big Nasty", é um boxeador, ator e modelo fitness alemão naturalizado romeno. Ele competiu na categoria peso pesado e foi o embaixador do SuperKombat. No cinema, ficou conhecido por interpretar Viktor Drago, filho de Ivan Drago, nos filmes Creed II (2018) e Creed III (2023), e Razor Fist em Shang-Chi and the Legend of the Ten Rings (2021), do Universo Cinematográfico Marvel.

## Biografia
Ele nasceu e foi criado em Munique em uma família cristã. Seu pai também era boxeador profissional e atleta. Assim, ele se tornou a maior inspiração para Munteanu em sua juventude para treinamento de força e exercícios.
Em 2014, ele concluiu seus estudos e obteve o diploma de bacharel.

## Carreira
Seu apelido de "Big Nasty" foi inventado pelos fãs devido a sua musculatura e estrutura corporal. Como modelo fitness, ganhou 230 mil seguidores no Instagram.
Em 2016, fez a sua estreia como ator em uma participação no curta-metragem alemão, Bogat, no papel de Razvan. Assinou um contrato com a agência de talentos The Gersh Agency em Los Angeles, Califórnia. Ele se tornou o embaixador do SuperKombat, uma organização de combate com sede em Bucareste, Romênia.
Em 2018, foi escalado como Viktor Drago, filho do ex-boxeador soviético Ivan Drago, interpretado por Dolph Lundgren, em Creed II (2018). Para o papel de Viktor Drago teve que perder 9 kg.
Quando Sylvester Stallone anunciou, no início de 2018, que Florian Munteanu interpretaria o filho de Ivan Drago na sequência, o ator romeno foi referido nas divulgações em sites como um "boxeador profissional peso-pesado", o que gerou muita polêmica, pois não foi possível encontrar registros sobre Munteanu nas bases de dados de boxe. Segundo outras fontes, Munteanu lutou 70 lutas amadoras, mas não houve um único registro de sua carreira como boxeador profissional.
Em outubro de 2018, a Domino's Pizza o anunciou como embaixador da rede. Também foi capa da revista Muscle & Fitness e, em dezembro, foi capa da Men's Health junto com Dolph Lundgren.
Em 7 de março de 2020, o site australiano Dark Horizons revelou que o ator teria sido escalado para o filme Shang-Chi and the Legend of the Ten Rings, do Universo Cinematográfico Marvel, em um papel de vilão secundário. O site fez a revelação após Munteanu ter sido visto em Sydney, local onde ocorreram as gravações do longa. Em 13 de dezembro, foi confirmada a sua escalação no elenco e que seu personagem seria o vilão Razorfist.
Em março de 2021 foi confirmado na adaptação cinematográfica de Borderlands, no papel de Krieg.
Em maio de 2022, Munteanu entrou para 3ª temporada de Vikings: Valhalla, série dramática histórica da Netflix. Ele foi escalado como General George Maniakes.
Em 2023, fez uma participação em Creed III, de volta ao seu papel como Viktor Drago.

## Filmografia

### Filmes
| Ano  | Título                                    | Personagem   | Notas          |
| ---- | ----------------------------------------- | ------------ | -------------- |
| 2016 | Bogat                                     | Razvan       | Curta-metragem |
| 2018 | Creed II                                  | Viktor Drago |                |
| 2021 | Shang-Chi and the Legend of the Ten Rings | Razor Fist   |                |
| 2022 | The Contractor                            | Kauffman     |                |
| 2023 | Creed III                                 | Viktor Drago |                |
| 2024 | Borderlands                               | Krieg        |                |

### Televisão
| Ano  | Título                         | Personagem      | Notas                    |
| ---- | ------------------------------ | --------------- | ------------------------ |
| 2021 | The Roles That Changed My Life | Ele mesmo       | 1 episódio               |
| 2024 | Vikings: Valhalla              | George Maniakes | Recorrente; 3ª Temporada |